# Cleptocaccobius arrowi
Cleptocaccobius arrowi är en skalbaggsart som beskrevs av Yves Cambefort 1985. Cleptocaccobius arrowi ingår i släktet Cleptocaccobius och familjen bladhorningar. Inga underarter finns listade i Catalogue of Life.